# Rudolf Goebel
Rudolf (Franz) Goebel (* 15. April 1872 in Wien; † 30. Mai 1952 ebenda) war ein vorwiegend in Wien tätiger österreichischer Architekt.
Goebel, Sohn eines Hutmachers, absolvierte die Staatsgewerbeschule Wien, im Anschluss war er von 1889 bis 1896 in diversen Ateliers tätig. Im Herbst 1895 begann er ein Studium bei Otto Wagner an der Akademie der bildenden Künste Wien, welches er nach dem ersten Semester abbrach. Trotzdem wurde er in der Folge im Wien der Jahrhundertwende zu einem der meist beschäftigten Architekten.

## Werke
Goebel baute vor allem für das finanzkräftige Wiener Großbürgertum Wohn-, Geschäfts- sowie Miethäuser und Villen. Die Kaiserin-Elisabeth-Gedächtniskirche auf dem Hochschneeberg in Niederösterreich, die er in den Jahren von 1899 bis 1901 errichtete, war sein einziges öffentliche Gebäude. Einer der wenigen öffentlichen Aufträge war 1929 die Errichtung der Wohnhausanlage „Rebec-Hof“ im 19. Bezirk, das als sein letztes bekanntes Bauwerk gilt und unter Denkmalschutz steht (Listeneintrag).

| Foto  |                 | Baujahr   | Name                                                                 | Standort                                                          | Beschreibung | Metadaten                                                                                    |
| ----- | --------------- | --------- | -------------------------------------------------------------------- | ----------------------------------------------------------------- | --- | -------------------------------------------------------------------------------------------- |
| ja    | Datei hochladen | 1896–1897 | Wohnhaus mit Restaurant „Sonnenhof“                                  | Wien 5, Sonnenhofgasse 6 Standort                                 | | P84(Architekt):Rudolf Goebel P131(Ort):Wien Region-ISO:AT-9                                  |
| BW    | Datei hochladen | 1898      | Doppelhaus                                                           | Wien 1, Schulerstraße 19 und Wollzeile 24 Standort                | Anmerkung: mit Franz Fröhlich, Dekor entfernt                                                                              | P84(Architekt):Rudolf Goebel, Franz Fröhlich P131(Ort):Wien Region-ISO:AT-9                  |
|       | Datei hochladen | 1899      | Villa                                                                | Wien 14, Buchbergstraße 1                                         | zerstört | P84(Architekt): P131(Ort):                                                                   |
| ja    | Datei hochladen | 1899      | Villa Gerhardus                                                      | Atterseestraße 96, Seewalchen Standort                            | Anmerkung: Wohnhaus von Franz Karl Ginzkey                                                                                 | P84(Architekt): P131(Ort):                                                                   |
| ja    | Datei hochladen | 1899–1901 | Kaiserin Elisabeth-Gedächtniskirche HERIS-ID: 50427 Objekt-ID: 55380 | Puchberg am Schneeberg, auf dem Hochschneeberg, NÖ Standort       | → Hauptartikel : Kaiserin-Elisabeth-Gedächtniskirche f1                                                                    | P84(Architekt): P131(Ort):Puchberg am Schneeberg Region-ISO:AT-3                             |
|       | Datei hochladen | vor 1900  | Villa Carola                                                         | Cigale auf Lussinpiccolo, Dalmatien / Mali Lošinj, Kroatien       | | P84(Architekt): P131(Ort):                                                                   |
| BW    | Datei hochladen | 1900      | Miethaus                                                             | Wien 9, Reznicekgasse 3 Standort                                  | Anmerkung: früher Wagnergasse                                                                                              | P84(Architekt):Rudolf Goebel P131(Ort):Wien Region-ISO:AT-9                                  |
| ja BW | Datei hochladen | 1900      | Miethaus                                                             | Wien 8, Lammgasse 1 / Florianigasse 18 Standort                   | Anmerkung: früher Nr. 20                                                                                                   | P84(Architekt):Rudolf Goebel P131(Ort):Wien Region-ISO:AT-9                                  |
|       | Datei hochladen | 1900      | Villa Dr. Hlawatschek                                                | Weidlingau, NÖ                                                    | | P84(Architekt): P131(Ort):                                                                   |
| ja    | Datei hochladen | 1901      | Mehrfamilienhaus                                                     | Wien 13, Auhofstraße 22 Standort                                  | | P84(Architekt):Rudolf Goebel P131(Ort):Wien Region-ISO:AT-9                                  |
|       | Datei hochladen | um 1901   | Miethaus                                                             | Wien 2, Taborstraße 52B Standort                                  | zerstört | P84(Architekt):Rudolf Goebel P131(Ort):Wien Region-ISO:AT-9                                  |
| ja    | Datei hochladen | 1902      | Wohn- u. Geschäftshaus Heinrich Sortsch                              | Wien 1, Biberstraße 8 / Falkestraße 5 Standort                    | Anmerkung: Dekor entfernt, 2010 wiederhergestellt                                                                          | P84(Architekt):Rudolf Goebel P131(Ort):Wien Region-ISO:AT-9                                  |
| BW    | Datei hochladen | 1902      | Wohn- u. Geschäftshaus                                               | Wien 7, Lindengasse 35 Standort                                   | Anmerkung: Mit Paul Hoppe (Baumeister)                                                                                     | P84(Architekt):Rudolf Goebel P131(Ort):Wien Region-ISO:AT-9                                  |
| BW    | Datei hochladen | 1902      | Miethaus                                                             | Wien 9, Rufgasse 8 Standort                                       | Anmerkung: Dekor entfernt                                                                                                  | P84(Architekt):Rudolf Goebel P131(Ort):Wien Region-ISO:AT-9                                  |
| BW    | Datei hochladen | vor 1903  | Miethaus                                                             | Wien 8, Tigergasse 35 Standort                                    | | P84(Architekt):Rudolf Goebel P131(Ort):Wien Region-ISO:AT-9                                  |
|       | Datei hochladen | vor 1903  | Villa                                                                | Wolfpassing an der Donau, NÖ                                      | | P84(Architekt): P131(Ort):                                                                   |
|       | Datei hochladen | vor 1904  | Wohnhaus „Penzinger Heim“                                            | Wien 14, Penzingerstraße 132 / Onno Klopp-Gasse Standort          | zerstört Anmerkung: früher Wien 13, nicht erhalten                                                                         | P84(Architekt): P131(Ort):                                                                   |
| ja    | Datei hochladen | 1904      | Villa                                                                | Wien 13, Hietzinger Hauptstraße 47 / Elßlergasse 30 Standort      | Anmerkung: Villa des Architekten                                                                                           | P84(Architekt):Rudolf Goebel P131(Ort):Wien Region-ISO:AT-9                                  |
| ja    | Datei hochladen | 1904      | Wohnhaus                                                             | Wien 13, Eitelbergergasse 21 Standort                             | | P84(Architekt):Rudolf Goebel P131(Ort):Wien Region-ISO:AT-9                                  |
|       | Datei hochladen | vor 1905  | Wohnhaus J. Berger                                                   | Wien 11, Wilhelm Otto-Straße 1 / Fuchsröhrengasse                 | zerstört | P84(Architekt): P131(Ort):                                                                   |
| BW    | Datei hochladen | 1905      | Miethaus                                                             | Wien 3, Ungargasse 21–23 Standort                                 | | P84(Architekt):Rudolf Goebel, Franz Kupka, Gustav Orglmeister P131(Ort):Wien Region-ISO:AT-9 |
| ja    | Datei hochladen | 1905      | Miethaus                                                             | Wien 13, Trauttmansdorffgasse 17 Standort                         | | P84(Architekt):Rudolf Goebel P131(Ort):Wien Region-ISO:AT-9                                  |
| ja    | Datei hochladen | vor 1906  | Wohnhaus                                                             | Wien 13, Hietzinger Hauptstraße 44 Standort                       | | P84(Architekt):Rudolf Goebel P131(Ort):Wien Region-ISO:AT-9                                  |
| ja    | Datei hochladen | 1906      | Wohnhaus                                                             | Wien 13, Münichreiterstraße 53 Standort                           | Anmerkung: ehem. Bernbrunngasse; mit Ludwig Schöne                                                                         | P84(Architekt):Rudolf Goebel, Ludwig Schöne P131(Ort):Wien Region-ISO:AT-9                   |
| ja    | Datei hochladen | 1906      | Miethäuser                                                           | Wien 13, Hietzinger Kai 111–113 Standort                          | | P84(Architekt):Rudolf Goebel, Ludwig Schöne P131(Ort):Wien Region-ISO:AT-9                   |
| ja    | Datei hochladen | 1906      | Miethaus                                                             | Wien 13, Eduard-Klein-Gasse 13 Standort                           | Anmerkung: mit Ludwig Schöne                                                                                               | P84(Architekt):Rudolf Goebel, Ludwig Schöne P131(Ort):Wien Region-ISO:AT-9                   |
| BW    | Datei hochladen | 1906–1907 | Miethaus                                                             | Wien 4, Möllwaldplatz 1 / Standort                                | | P84(Architekt):Rudolf Goebel P131(Ort):Wien Region-ISO:AT-9                                  |
| ja BW | Datei hochladen | 1906–1907 | Miethäuer                                                            | Wien 4, Möllwaldplatz 1, 2, 3, 4, Favoritenstraße 30, 32 Standort | Anmerkung: Konzept von Rudolf Goebel, Fassadengestaltung von Karl Riess                                                    | P84(Architekt): P131(Ort):                                                                   |
| ja    | Datei hochladen | 1906–1907 | Villa                                                                | Wien 13, Elßlergasse 20 Standort                                  | | P84(Architekt):Rudolf Goebel P131(Ort):Wien Region-ISO:AT-9                                  |
| ja    | Datei hochladen | vor 1907  | Wohnhaus                                                             | Wien 4, Gußhausstraße 16 Standort                                 | | P84(Architekt): P131(Ort):                                                                   |
| ja    | Datei hochladen | um 1907   | Wohnhaus                                                             | Wien 13, Braunschweiggasse 5 Standort                             | | P84(Architekt):Rudolf Goebel P131(Ort):Wien Region-ISO:AT-9                                  |
| ja    | Datei hochladen | vor 1910  | Miethaus                                                             | Wien 4, Graf Starhemberggasse 2B / Mayerhofgasse 18 Standort      | | P84(Architekt):Rudolf Goebel P131(Ort):Wien Region-ISO:AT-9                                  |
| ja    | Datei hochladen | 1910      | Miethaus                                                             | Wien 14, Gurkgasse 6 Standort                                     | | P84(Architekt):Rudolf Goebel P131(Ort):Wien Region-ISO:AT-9                                  |
| ja    | Datei hochladen | um 1910   | Villa                                                                | Wien 13, Münichreiterstraße 3 Standort                            | Anmerkung: ehem. Bernbrunngasse                                                                                            | P84(Architekt):Rudolf Goebel P131(Ort):Wien Region-ISO:AT-9                                  |
| ja    | Datei hochladen | um 1910   | Villa                                                                | Wien 13, Kupelwiesergasse 7 Standort                              | | P84(Architekt):Rudolf Goebel P131(Ort):Wien Region-ISO:AT-9                                  |
| ja    | Datei hochladen | 1911      | Villa                                                                | Wien 13, Kupelwiesergasse 11 Standort                             | | P84(Architekt):Rudolf Goebel P131(Ort):Wien Region-ISO:AT-9                                  |
| ja    | Datei hochladen | 1911      | Villa                                                                | Wien 13, Lainzer Straße 14a Standort                              | Anmerkung: Laut AZW Lainzerstraße 16, laut Wiener Kulturgut 14A. Stilistisch eher 14a.                                     | P84(Architekt):Rudolf Goebel P131(Ort):Wien Region-ISO:AT-9                                  |
| BW    | Datei hochladen | 1911–1913 | Miethaus                                                             | Wien 14, Rupertgasse 3 Standort                                   | Anmerkung: früher Wien 13, mit Eduard Leonhardt                                                                            | P84(Architekt):Rudolf Goebel, Eduard Lernhart P131(Ort):Wien Region-ISO:AT-9                 |
| ja    | Datei hochladen | 1912–1913 | Wohnhaus                                                             | Wien 4, Preßgasse 20 Standort                                     | Anmerkung: Ausführung Eduard Leonhardt                                                                                     | P84(Architekt):Rudolf Goebel, Eduard Lernhart P131(Ort):Wien Region-ISO:AT-9                 |
| ja    | Datei hochladen | um 1912   | Miethaus                                                             | Wien 13, Maxingstraße 8 Standort                                  | | P84(Architekt):Rudolf Goebel P131(Ort):Wien Region-ISO:AT-9                                  |
| BW    | Datei hochladen | vor 1913  | Wohn- u.Geschäftshaus                                                | Wien 11, Simmeringer Hauptstraße 108b Standort                    | | P84(Architekt): P131(Ort):                                                                   |
|       | Datei hochladen | vor 1914  | Villa                                                                | Wien 13, Volkgasse 9                                              | zerstört | P84(Architekt): P131(Ort):                                                                   |
| ja    | Datei hochladen | 1914      | Villa                                                                | Wien 13, Fichtnergasse 10a Standort                               | [ 3 ] | P84(Architekt):Rudolf Goebel P131(Ort):Wien Region-ISO:AT-9                                  |
| ja    | Datei hochladen | 1915–1916 | Villa                                                                | Kindberg, Stanzer Straße 48, Stmk. Standort                       | | P84(Architekt): P131(Ort):                                                                   |
| ja    | Datei hochladen | vor 1917  | Familienvilla                                                        | Wien 13, Kupelwiesergasse 10 Standort                             | [ 4 ] | P84(Architekt):Rudolf Goebel P131(Ort):Wien Region-ISO:AT-9                                  |
| ja    | Datei hochladen | 1921      | Villa Weidmann HERIS-ID: 63078 Objekt-ID: 75687                      | Wien 13, Hietzinger Hauptstraße 6 Standort                        | Anmerkung: Umbau einer vorgründerzeitlichen Villa, die bereits 1901 von Josef Plecnik und Franz Krasny umgebaut worden war | P84(Architekt): P131(Ort):Hietzing Region-ISO:AT-9                                           |
| ja    | Datei hochladen | 1929      | Rebec-Hof HERIS-ID: 49004 Objekt-ID: 52592 Wiener Wohnen: 221        | Wien 19, Flotowgasse 12 Standort                                  | → Hauptartikel : Rebec-Hof f1                                                                                              | P84(Architekt): P131(Ort):Wien Region-ISO:AT-9                                               |